# HD 150576
Désignations
HD 150576 est une étoile double de la constellation de l'Autel. Elle a un compagnon de 12e magnitude situé à une séparation angulaire de 28,3" sur un angle de position de 39° (en 2000).